# 帯広キネマ館
帯広キネマ館（おびひろキネマかん）は、かつて北海道帯広市にあった映画館である。
サイレント映画時代の1919年（大正8年）に創設され、道内にシネコンが乱立する2003年（平成15年）に閉館するまで84年間にわたり帯広市内を代表する映画館として親しまれた。

## データ
- 所在地：北海道帯広市西2条南9丁目　ポポロビル内
- 運営：夷石興行株式会社（現：有限会社いせきビル、代表取締役社長：夷石行夫）
- 座席数（閉館時）
キネマ館（地下1階）：180席
キネマ2（2階）：150席
キネマ5（5階）：80席
キネマ6（5階）：80席

## 歴史

### 黎明期

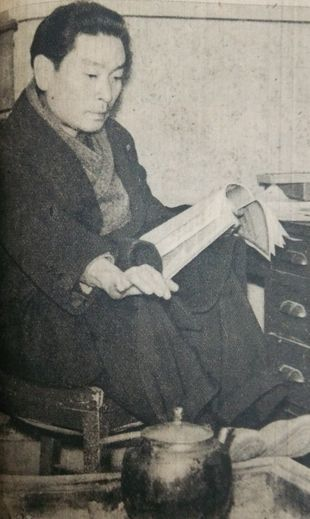
キネマ館で演奏を行ったことがある万城目正
（1948年の写真）

十勝毎日新聞の前身『帯広新聞』が創刊された1919年（大正8年）、当時の帯広町西2条南9丁目にて開業。しかし1920年（大正9年）、商業的不振から経営者が荘田喜六（創設者）から夷石民夫に交代し、以降は夷石家の所有となった。この当時の帯広町内では、当館の前年、西1条に開業した神田館（佐藤市太郎経営）と、芝居小屋の「朝倉座」から「陽気館」を経て改称した千代田館がキネマ館と鎬を削っていた。
1932年（昭和7年）7月、不二映画社が製作し同年4月14日に東京で公開されていた佐左木俊郎原作・鈴木重吉監督のサイレント映画『熊の出る開墾地』がキネマ館で上映された。同年の時点では、神田館が「美満寿館」と改称した一方、千代田館が火災で消失し営業をストップしている。この頃には、幕別町出身の作曲家・万城目正がサイレント映画専門の楽団に参加しピアノ演奏をしていた。後年、帯広市議会議長を務めていた嶺野侑（元北海タイムス記者）は、「（映画館での）仕事を通して庶民の思いを体感したのでは」と講演会で語っている。1933年（昭和8年）4月1日、市制が敷かれ帯広町は帯広市となる。1939年（昭和14年）、2代目館主の夷石民夫が逝去。長男の勝が3代目館主となる。
終戦から5年を経た1950年（昭和25年）6月25日、3代目の建物に改築。この頃から当館の前に猿小屋を設置したり、お盆の時期にはミニお化け屋敷を設けるなどユニークなサービスを行っていた。1953年（昭和28年）西1条南9丁目にニュース劇場プリンス（後のプリンス劇場）が、1955年（昭和30年）に帯広東劇（後の帯広大映劇場）、1956年（昭和31年）にテアトル銀映といったグループ館が新設。1960年（昭和35年）にはこの4館を含めた10館が帯広市内に存在していた。当時のキネマ館は日活映画の封切館で、『嵐を呼ぶ男』『黒部の太陽』などがヒットしていた。1960年（昭和35年）製作の小林旭主演『大草原の渡り鳥』（監督：齋藤武市）では、帯広市内でもロケが行われ、同館の従業員数十名がエキストラとして出演している。函館市にあるミニシアター「シネマアイリス」の代表・菅原和博は、小・中学校時代に帯広に住んでいたことがあり、キネマ館で吉永小百合主演の『愛と死をみつめて』、渡哲也主演・鈴木清順監督の『東京流れ者』を観た思い出を「北海道新聞」のインタビューで語っている。

### 複数スクリーンの時代
1966年（昭和41年）、夷石興行の社長が夷石龍彦に交代。1970年（昭和45年）、20年続いた3代目の建物を取り壊し、同年9月23日に自社ビルとなる「いせきビル」を建設。同ビル地下1階にキネマ館、その上層階に長崎屋帯広店が入居し新たなスタートを切る。この時のリニューアルオープン番組としてザ・ドリフターズの映画『ズンドコズンドコ全員集合!!』とコント55号主演の『こちら55号応答せよ!危機百発』といった松竹映画2本立が上映されている。その一方でプリンス劇場は存続するが、テアトル銀映と帯広大映は閉鎖の憂き目にあうこととなった。
1990年（平成2年）、長崎屋帯広店が西4条南12丁目に移転したのを機にビルの名称を「ポポロビル」に改め、「キネマ2」（1992年11月14日 - ）「キネマ5」（1997年4月19日 - ）「キネマ6」（2001年 - ）を相次いで同ビル内に新設。4スクリーンを有する映画館となった。同市出身の映画監督・熊切和喜は高校時代にキネマ館へよく行ったことを「十勝毎日新聞」の記事で語っている。1995年（平成7年）、夷石行夫が社長に就任する。

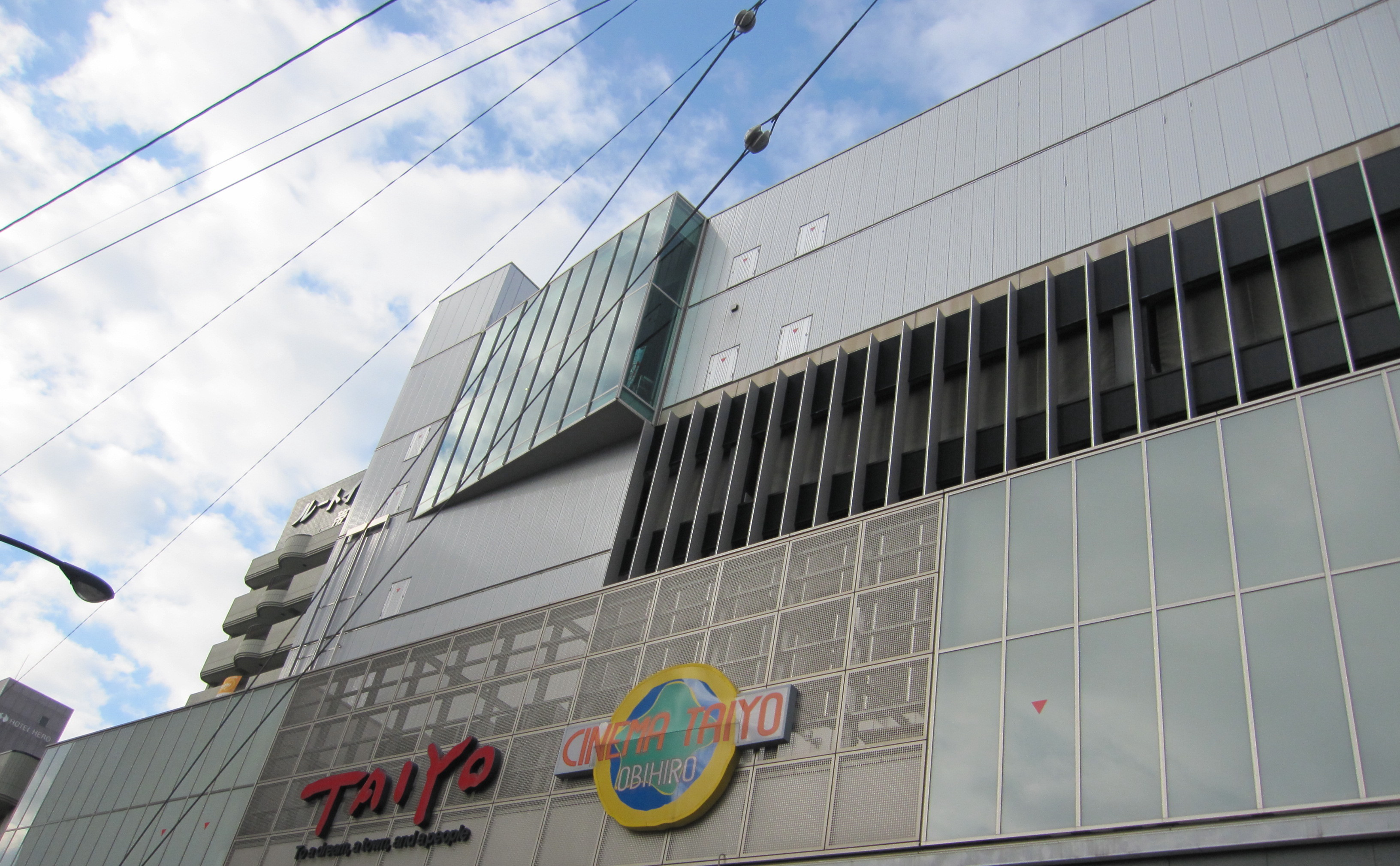
閉館の引き金となったシネマ太陽帯広（帯広太陽ビル内）

2000年（平成12年）時点の帯広市にはキネマ館3スクリーンのほかに、帯広プリンス劇場（西1条南9丁目）、帯広グランドシネマ（西4条南9丁目）、帯広シネマアポロン（西4条南9丁目）、帯広テアトロポニー（西4条南9丁目）、帯広シネマ（西3条南9丁目）、帯広ミラノ（西3条南9丁目）の計9スクリーンがあった。しかし、（1977年（昭和52年）より開業していた）ライバル館「帯広スガイ」（グランドシネマ・シネマアポロン・テアトロポニー）も閉鎖となり、同市内の映画館はキネマ館4スクリーンとプリンス劇場、西3条南9丁目にあった帯広ミラノ座・帯広シネマの計7スクリーンに減少した。この頃、帯広サティ（現：イオン帯広店）付近にワーナー・マイカル・シネマズを建設する計画が報じられたが、程なくして頓挫。その一方でいせきグループもシネコン構想を練っていたものの、結局実現することはなかった。
そして2003年（平成15年）11月5日、西3条南11丁目の帯広太陽ビル7階に5スクリーンのシネコン「シネマ太陽帯広」がオープン。競合回避のためプリンス劇場は同年11月7日に経営から撤退し、NPO法人「CINEとかち」に譲り受ける。そしてキネマ館4スクリーンは同年11月30日にすべて閉館。最終興行として同年11月29日と30日に『タイタニック』が上映され、84年の歴史にピリオドを打った。

### 閉館後
キネマ館（四代目店舗）があったポポロビルは解体され跡地は駐車場となった。2004年8月、その駐車場入口付近に猿のモニュメント（高さ3メートル）が建立され、当時の名残を伝えている。また夷石興行は社名を「有限会社いせきビル」と改め、西5条南13丁目の第2いせきビルに本社を移し、不動産業務を行っている。2012年（平成24年）9月30日、建物の老朽化によりCINEとかちプリンス劇場が営業を停止したため、シネマ太陽帯広が同市に残る唯一の映画館となった。